# Zu & Co.
Zu & Co. is een compilatiealbum, grotendeels van de hand van de Italiaanse zanger Zucchero. Met uitzondering van de nummers Indaco Dagli Occhi Del Cielo (een cover van het nummer Everybody's Got to Learn Sometime van de Britse band The Korgis) en Il Grande Baboomba zijn alle nummers eerder door Zucchero opgenomen en uitgegeven. Voor Zu & Co. nam Zucchero nieuwe versies van deze nummers met artiesten met wie hij gedurende zijn carrière had opgetreden. Het album werd miljoenen keren verkocht en kwam zelfs in de Billboard 200 te staan nadat het album in de Verenigde Staten van Amerika was gepresenteerd. In 2005 volgde een Nederlandse versie van het album met als belangrijkste verschil met de Italiaanse versie een speciaal hiervoor opgenomen duet tussen Zucchero en Ilse DeLange.

## Nummers Italiaanse versie
1. "Dune mosse" (met Miles Davis) - 5:44
2. "Muoio per te" (met Sting) - 3:23
3. "Indaco dagli occhi del cielo" (met Vanessa Carlton en Haylie Ecker) - 4:03
4. "Il grande baboomba" (met Mousse T) - 3:20
5. "Like the Sun (From Out of Nowhere)" (met Macy Gray en Jeff Beck) - 3:56
6. "Baila morena" (met Maná) - 4:06
7. "Ali d'oro" (met John Lee Hooker) - 4:57
8. "Blue" (met Sheryl Crow) - 4:48
9. "Pure Love" (met Dolores O'Riordan) - 3:28
10. "A Wonderful World" (met Eric Clapton) - 4:35
11. "Pippo (Nasty Guy)" (met Tom Jones) - 3:16
12. "Hey Man (Sing a Song)" (met B. B. King)- 4:37
13. "Il volo (The Flight)" (met Ronan Keating) - 4:48
14. "Così celeste (met Cheb Mami) - 4:42
15. "Diavolo in me (A Devil in Me)" (met Solomon Burke) - 4:00
16. "Senza una donna (Without a Woman)" (met Paul Young) - 4:30
17. "Il mare impetuoso al tramonto salì sulla luna e dietro una tendina di stelle..." (met Brian May) - 4:05
18. "Miserere" (met Luciano Pavarotti & Andrea Bocelli) - 4:14

## Nummers Nederlandse versie
1. "Dune Mosse" (met Miles Davis) - 5:44
2. "Muoio Per Te" (met Sting) - 3:22
3. "Everybody's Got to Learn Sometime" (met Vanessa Carlton en Haylie Ecker) - 4:03
4. "Mama Get Real" (met Mousse T) - 3:20
5. "Like The Sun" (met Macy Gray en Jeff Beck) - 3:56
6. "Baila Morena" (wmet Maná) - 4:06
7. "I Lay Down" (met John Lee Hooker) - 4:56
8. "Blue" (met Ilse DeLange) - 4:47
9. "Pure Love" (met Dolores O'Riordan) - 3:27
10. "A Wonderful World" (met Eric Clapton) - 4:35
11. "Pippo (Nasty Guy)" (met Tom Jones) - 3:53
12. "Hey Man (Sing A Song)" (met B. B. King) - 4:37
13. "The Flight" (met Ronan Keating) - 4:48
14. "Così Celeste (met Cheb Mami) - 4:42
15. "Diavolo In Me (A Devil In Me)" (met Solomon Burke) - 4:00
16. "Senza Una Donna (Without A Woman)" (met Paul Young) - 4:30
17. "Il Mare Impetuoso Al Tramonto Salì Sulla Luna E Dietro Una Tendina Di Stelle..." (met Brian May) - 4:05
18. "Miserere" (met Luciano Pavarotti & Andrea Bocelli) - 4:14